# Up (Olly Murs)
Up è un singolo del cantante britannico Olly Murs, pubblicato il 1º dicembre 2014 come secondo estratto dal quarto album in studio Never Been Better.
Il singolo ha visto la collaborazione della cantante statunitense Demi Lovato.

## Pubblicazione
Una versione leggermente diversa (senza la voce del cantante in alcune parti dell'ultimo ritornello) è stata pubblicata e introdotta lo stesso giorno nella versione Deluxe del quarto album di Demi Lovato, intitolato Demi.

## Video musicale
Il videoclip è stato diretto da Ben e Gabe Turner e pubblicato su Vevo l'11 dicembre 2014. Il video presenta Murs e la Lovato in piedi in due camere separate da un muro. Cominciano a distruggere le camere, prima Murs usa una chitarra per rompere un buco nel muro, poi sia lui che la Lovato cominciano a rimuovere la maggior parte dei mattoni dal muro per poter riuscirsi a guardare l'uno con l'altra.
Il video conta più di 110 milioni di visualizzazioni.

## Performance Live
Olly Murs e Demi Lovato hanno eseguito per la prima volta la canzone dal vivo durante la finale dell'undicesima edizione di The X Factor, l'11 dicembre 2014.

## Tracce
EP digitale
1. Up (live acoustic version) – 3:49
2. Up (Wideboys radio mix) – 3:41
3. Up (Max Sanna & Steve Pitron radio mix) – 3:43
4. Dear Darlin' (ITV live performance) – 3:59

EP CD (Germania)
1. Up
2. Up (live acoustic version)

## Classifiche
| Classifica (2015) | Posizione massima |
| ----------------- | ----------------- |
| Regno Unito       | 4                 |
| Italia            | 15                |